# Países Baixos nos Jogos Olímpicos de Inverno de 2010

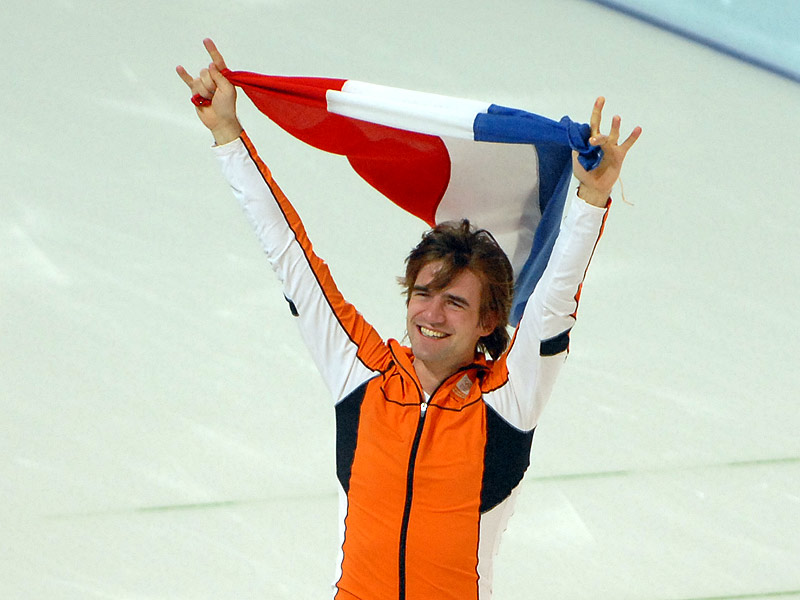
Mark Tuitert conquistou a medalha de ouro nos 1500 m da patinação de velocidade.

Os Países Baixos participaram dos Jogos Olímpicos de Inverno de 2010, realizados em Vancouver, no Canadá. O país estreou nas Olimpíadas de Inverno em 1928 e participa regularmente desde os Jogos de 1936.

### 

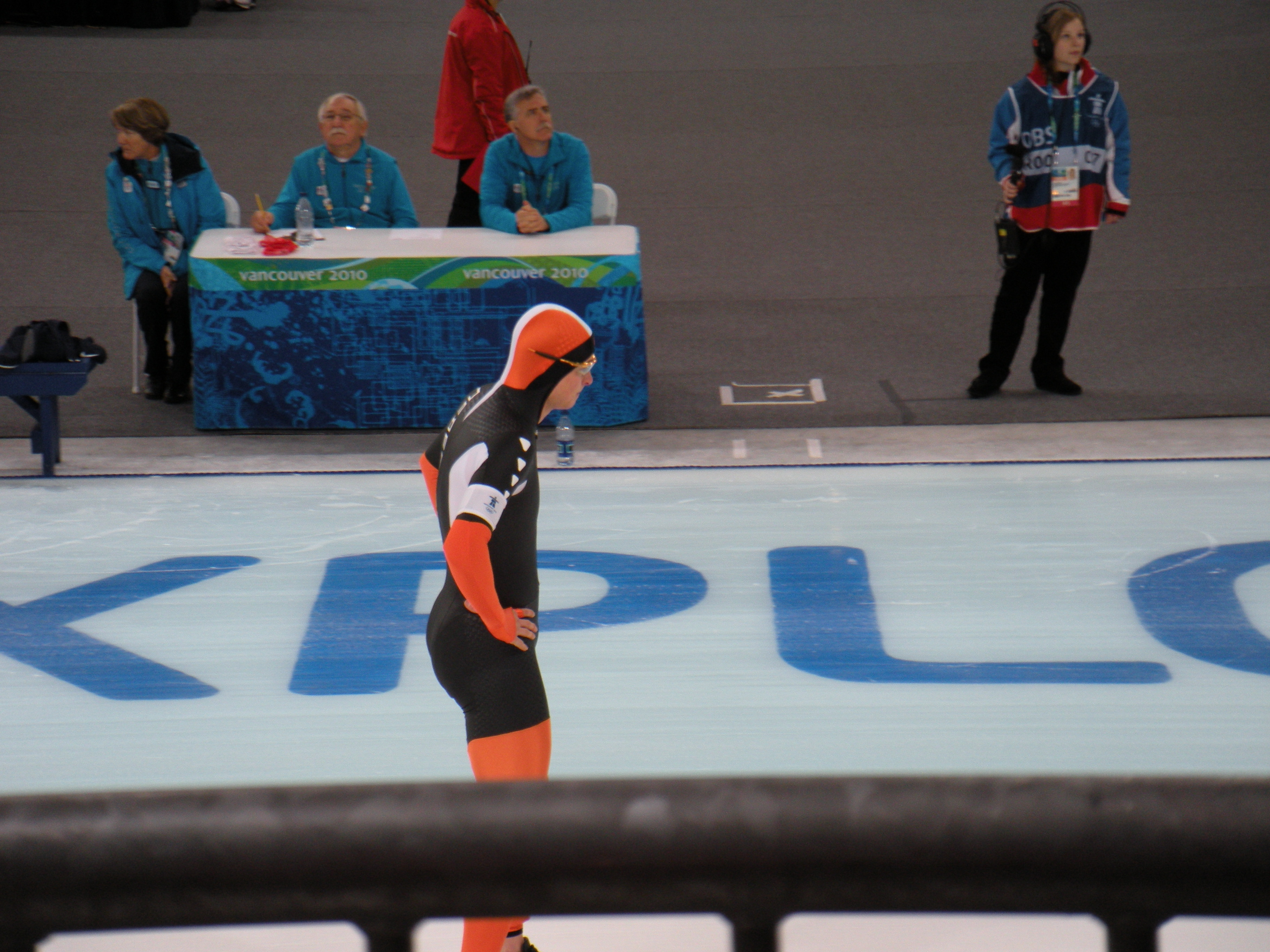
Sven Kramer momentos antes da conquista da medalha de ouro com recorde olimpíco nos 5000 m.

## Medalhas
| Atleta                                                 | Esporte                 | Evento                            | Medalha |
| ------------------------------------------------------ | ----------------------- | --------------------------------- | ------- |
| Sven Kramer                                            | Patinação de velocidade | 5000 m masculino                  | Ouro    |
| Mark Tuitert                                           | Patinação de velocidade | 1500 m masculino                  | Ouro    |
| Ireen Wust                                             | Patinação de velocidade | 1500 m feminino                   | Ouro    |
| Nicolien Sauerbreij                                    | Snowboard               | Slalom gigante paralelo feminino  | Ouro    |
| Annette Gerritsen                                      | Patinação de velocidade | 1000 m feminino                   | Prata   |
| Laurine van Riessen                                    | Patinação de velocidade | 1000 m feminino                   | Bronze  |
| Bob de Jong                                            | Patinação de velocidade | 10000 m masculino                 | Bronze  |
| Jan Blokhuijsen Sven Kramer Mark Tuitert Simon Kuipers | Patinação de velocidade | Perseguição por equipes masculino | Bronze  |

## Desempenho

### Bobsleigh
Feminino
| Atleta                      | Evento | Final      | Final      | Final      | Final      | Final   | Final |
| Atleta                      | Evento | 1ª corrida | 2ª corrida | 3ª corrida | 4ª corrida | Total   | Pos.  |
| --------------------------- | ------ | ---------- | ---------- | ---------- | ---------- | ------- | ----- |
| Esmé Kamphuis Tine Veenstra | Duplas | 53.81      | 53.59      | 54.09      | 53.65      | 3:35.14 | 8º    |

Masculino
| Atleta                         | Evento | Final      | Final      | Final      | Final      | Final   | Final |
| Atleta                         | Evento | 1ª corrida | 2ª corrida | 3ª corrida | 4ª corrida | Total   | Pos.  |
| ------------------------------ | ------ | ---------- | ---------- | ---------- | ---------- | ------- | ----- |
| Edwin van Calker Sybren Jansma | Duplas | 52.37      | 52.83      | 52.63      | 52.62      | 3:30.45 | 16º   |

### Patinação de velocidade
Feminino
| Atleta              | Evento | Corrida 1 | Corrida 1 | Corrida 2 | Corrida 2 | Final   | Final             |
| Atleta              | Evento | Tempo     | Pos.      | Tempo     | Pos.      | Tempo   | Pos.              |
| ------------------- | ------ | --------- | --------- | --------- | --------- | ------- | ----------------- |
| Thijsje Oenema      | 500 m  | 38.892    | 14º       | 38.869    | 17º       | 77.76   | 15º               |
| Margot Boer         | 500 m  | 38.511    | 4º        | 38.365    | 4º        | 76.87   | 4º                |
| Margot Boer         | 1000 m |           |           |           |           | 1:16.94 | 6º                |
| Margot Boer         | 1500 m |           |           |           |           | 1:58.10 | 4º                |
| Annette Gerritsen   | 500 m  | 97.952    | 36º       | 38.709    | 9º        | 136.66  | 35º               |
| Annette Gerritsen   | 1000 m |           |           |           |           | 1:16.58 | Medalha de prata  |
| Annette Gerritsen   | 1500 m |           |           |           |           | 1:58.46 | 7º                |
| Laurine van Riessen | 500 m  | 39.302    | 21º       | 38.845    | 15º       | 78.15   | 19º               |
| Laurine van Riessen | 1000 m |           |           |           |           | 1:16.72 | Medalha de bronze |
| Laurine van Riessen | 1500 m |           |           |           |           | 1:59.79 | 17º               |
| Ireen Wüst          | 1000 m |           |           |           |           | 1:17.28 | 8º                |
| Ireen Wüst          | 1500 m |           |           |           |           | 1:56.89 | Medalha de ouro   |
| Ireen Wüst          | 3000 m |           |           |           |           | 4:08.09 | 7º                |
| Renate Groenewold   | 3000 m |           |           |           |           | 4:11.25 | 10º               |
| Diane Valkenburg    | 3000 m |           |           |           |           | 4:11.71 | 11º               |
| Elma de Vries       | 5000 m |           |           |           |           | 7:16.68 | 11º               |

| Equipe                                                        | Evento                  | Quartas-de-final     | Semifinal        | Final                      | Final |
| Equipe                                                        | Evento                  | Adversário Tempo     | Adversário Tempo | Adversário Tempo           | Pos.  |
| ------------------------------------------------------------- | ----------------------- | -------------------- | ---------------- | -------------------------- | ----- |
| Renate Groenewold Ireen Wüst Diane Valkenburg Jorien Voorhuis | Perseguição por equipes | GER Alemanha D +1.43 | Não avançou      | Final C CAN Canadá D +0.63 | 6º    |

Masculino
| Atleta              | Evento  | Corrida 1 | Corrida 1 | Corrida 2 | Corrida 2 | Final        | Final             |
| Atleta              | Evento  | Tempo     | Pos.      | Tempo     | Pos.      | Tempo        | Pos.              |
| ------------------- | ------- | --------- | --------- | --------- | --------- | ------------ | ----------------- |
| Ronald Mulder       | 500 m   | 35.155    | 11º       | 35.146    | 10º       | 70.30        | 11º               |
| Jan Smeekens        | 500 m   | 35.160    | 12º       | 35.051    | 4º        | 70.21        | 6º                |
| Jan Bos             | 500 m   | 36.149    | 31º       | 36.111    | 29º       | 72.26        | 29º               |
| Jan Bos             | 1000 m  |           |           |           |           | 1:10.29      | 12º               |
| Simon Kuipers       | 500 m   | 35.662    | 23º       | 35.669    | 20º       | 71.33        | 20º               |
| Simon Kuipers       | 1000 m  |           |           |           |           | 1:09.65      | 6º                |
| Simon Kuipers       | 1500 m  |           |           |           |           | 1:46.76      | 7º                |
| Stefan Groothuis    | 1000 m  |           |           |           |           | 1:09.45      | 4º                |
| Stefan Groothuis    | 1500 m  |           |           |           |           | 1:48.03      | 16º               |
| Mark Tuitert        | 1000 m  |           |           |           |           | 1:09.48      | 5º                |
| Mark Tuitert        | 1500 m  |           |           |           |           | 1:45.57 (TR) | Medalha de ouro   |
| Sven Kramer         | 1500 m  |           |           |           |           | 1:47.40      | 13º               |
| Sven Kramer         | 5000 m  |           |           |           |           | 6:14.60      | Medalha de ouro   |
| Sven Kramer         | 10000 m |           |           |           |           | DSQ          | DSQ               |
| Jan Blokhuijsen     | 5000 m  |           |           |           |           | 6:26.30      | 9º                |
| Bob de Jong         | 5000 m  |           |           |           |           | 6:19.02      | 5º                |
| Bob de Jong         | 10000 m |           |           |           |           | 13:06.73     | Medalha de bronze |
| Arjen van der Kieft | 10000 m |           |           |           |           | 13:33.37     | 9º                |

| Equipe                                                 | Evento                  | Quartas            | Semifinal                  | Final                                   | Final             |
| Equipe                                                 | Evento                  | Adversário Tempo   | Adversário Tempo           | Adversário Tempo                        | Pos.              |
| ------------------------------------------------------ | ----------------------- | ------------------ | -------------------------- | --------------------------------------- | ----------------- |
| Jan Blokhuijsen Sven Kramer Simon Kuipers Mark Tuitert | Perseguição por equipes | SWE Suécia V -2.15 | USA Estados Unidos D +0.40 | Disputa pelo bronze NOR Noruega V -0.55 | Medalha de bronze |

### Patinação de velocidade em pista curta
Feminino
| Atleta                                                                          | Evento             | Preliminar | Preliminar | Quartas     | Quartas     | Semifinal   | Semifinal   | Final            | Final       |
| Atleta                                                                          | Evento             | Tempo      | Pos.       | Tempo       | Pos.        | Tempo       | Pos.        | Tempo            | Pos.        |
| ------------------------------------------------------------------------------- | ------------------ | ---------- | ---------- | ----------- | ----------- | ----------- | ----------- | ---------------- | ----------- |
| Annita van Doorn                                                                | 500 metros         | 44.751     | 3º         | Não avançou | Não avançou | Não avançou | Não avançou | Não avançou      | Não avançou |
| Annita van Doorn                                                                | 1000 metros        | 1:31.516   | 2º         | 1:32.067    | 3º          | Não avançou | Não avançou | Não avançou      | Não avançou |
| Liesbeth Mau Asam                                                               | 500 metros         | 45.135     | 4º         | Não avançou | Não avançou | Não avançou | Não avançou | Não avançou      | Não avançou |
| Liesbeth Mau Asam                                                               | 1000 metros        | DSQ        | DSQ        | Não avançou | Não avançou | Não avançou | Não avançou | Não avançou      | Não avançou |
| Jorien ter Mors                                                                 | 500 metros         | 45.120     | 3º         | Não avançou | Não avançou | Não avançou | Não avançou | Não avançou      | Não avançou |
| Jorien ter Mors                                                                 | 1000 metros        | DSQ        | DSQ        | Não avançou | Não avançou | Não avançou | Não avançou | Não avançou      | Não avançou |
| Annita van Doorn Liesbeth Mau Asam Jorien ter Mors Sanne van Kerkhof Maaike Vos | Revezamento 3000 m |            |            |             |             | 4:16.520    | 3º          | Final B 4:16.120 | 4º          |

Masculino
| Atleta          | Evento      | Preliminar | Preliminar | Quartas     | Quartas     | Semifinal   | Semifinal   | Final       | Final       |
| Atleta          | Evento      | Tempo      | Pos.       | Tempo       | Pos.        | Tempo       | Pos.        | Tempo       | Pos.        |
| --------------- | ----------- | ---------- | ---------- | ----------- | ----------- | ----------- | ----------- | ----------- | ----------- |
| Niels Kerstholt | 500 metros  | 42.180     | 2º         | 42.128      | 4º          | Não avançou | Não avançou | Não avançou | Não avançou |
| Niels Kerstholt | 1500 metros | 2:46.222   | 5º ADV     |             |             | 2:16.352    | 7º          | Não avançou | Não avançou |
| Sjinkie Knegt   | 500 metros  | 44.448     | 4º         | Não avançou | Não avançou | Não avançou | Não avançou | Não avançou | Não avançou |
| Sjinkie Knegt   | 1000 metros | 1:25.449   | 2º         | 1:26.176    | 3º          | Não avançou | Não avançou | Não avançou | Não avançou |
| Sjinkie Knegt   | 1500 metros | 2:14.862   | 2º         |             |             | 2:13.870    | 5º          | Não avançou | Não avançou |

### Snowboard
Halfpipe
| Atleta           | Evento    | Qualificatória | Qualificatória | Qualificatória | Semifinal   | Semifinal   | Semifinal   | Final       | Final       | Final       |
| Atleta           | Evento    | Corrida 1      | Corrida 2      | Pos.           | Corrida 1   | Corrida 2   | Pos.        | Corrida 1   | Corrida 2   | Pos.        |
| ---------------- | --------- | -------------- | -------------- | -------------- | ----------- | ----------- | ----------- | ----------- | ----------- | ----------- |
| Dolf van der Wal | Masculino | 14.5           | 11.8           | 18º            | Não avançou | Não avançou | Não avançou | Não avançou | Não avançou | Não avançou |

Slalom gigante paralelo
| Atleta              | Evento   | Preliminar | Preliminar | Oitavas                 | Quartas                | Semifinal         | Final                    | Final           |
| Atleta              | Evento   | Tempo      | Pos.       | Adversário Tempo        | Adversário Tempo       | Adversário Tempo  | Adversário Tempo         | Pos.            |
| ------------------- | -------- | ---------- | ---------- | ----------------------- | ---------------------- | ----------------- | ------------------------ | --------------- |
| Nicolien Sauerbreij | Feminino | 1:23.18    | 2º         | GER I. Laboeck V -17.98 | AUT C. Riegler V -0.30 | GER S. Jörg V DNF | RUS E. Ilyukhina V -0.23 | Medalha de ouro |

Legenda
| Recorde mundial      | Recorde mundial (World record)               |                       | Recorde africano                      | Recorde africano (African) |                                           | Q | Classificado por posição (Qualified) |
| Recorde olímpico     | Recorde olímpico (Olympic record)            | Recorde da América    | Recorde da América (Americas)         | q                          | Classificado por melhor tempo (Qualified) |   |                                      |
| Melhor marca do ano  | Melhor marca do ano (World leading)          | Recorde asiático      | Recorde asiático (Asian)              | DNS                        | Não largou (Did not start)                |   |                                      |
| Recorde nacional     | Recorde nacional (National record)           | Recorde europeu       | Recorde europeu (European)            | DNF                        | Não terminou (Did not finish)             |   |                                      |
| Recorde pessoal      | Recorde pessoal do atleta (Personal best)    | Recorde da Oceania    | Recorde da Oceania (Oceania)          | DSQ / DQ                   | Desclassificado (Disqualified)            |   |                                      |
| Recorde da temporada | Recorde da temporada do atleta (Season best) | Recorde sul-americano | Recorde sul-americano (South America) | NM                         | Sem marca (No mark)                       |   |                                      |